# HD 8574
HD 8574は、うお座の方角に約145光年の距離にあるF型主系列星である。視等級は7.12で、絶対等級は3.86である。

## 惑星系
2002年、オート＝プロヴァンス天文台における視線速度法の観測から、軌道離心率の大きい軌道でHD 8574の周囲を公転する太陽系外惑星が発見された。
| 名称 （恒星に近い順） | 質量             | 軌道長半径 （天文単位） | 公転周期 (日) | 軌道離心率    | 軌道傾斜角 | 半径 |
| --------------------- | ---------------- | ----------------------- | ------------- | ------------- | ---------- | ---- |
| b (Bélisama)          | > 1.80 ± 0.06 MJ | 0.757 ± 0.005           | 227.0 ± 0.2   | 0.297 ± 0.026 | —          | —    |

## 名称
2019年、世界中の全ての国または地域に1つの系外惑星系を命名する機会を提供する「IAU100 Name ExoWorldsプロジェクト」において、HD 8574 はフランスに割り当てられる系外惑星系となった。このプロジェクトは、「国際天文学連合100周年事業」の一環として計画されたイベントの1つで、フランス国内での選考、国際天文学連合 (IAU) への提案を経て太陽系外惑星とその主星に固有名が承認されるものであった。2019年12月17日、IAUから最終結果が公表され、HD 8574はBélénos、HD 8574 bはBélisamaと命名された。いずれもガリア神話に登場する太陽、光、火に関連する神の名前にちなんでおり、Bélénosはガリア神話における太陽と光と健康の神、Bélisamaは火の女神の名前である。